# James Allison (pirate)
Pour les articles homonymes, voir James Allison et Allison.
James Allison (fl. 1689-1691) est un pirate et transporteur de bois de Campêche, actif près du Cap-Vert et de la baie de Campêche. Presque tout ce que l'on sait d'Allison provient des procès-verbaux d'un seul incident: la saisie du Good Hope, un navire marchand.

## Biographie
Le Good Hope, navire marchand de 300 tonnaux et 22 canons, était anciennement nommé le Fortune of Courland, qui s'était échappé de Boston après avoir été soupçonné de se soustraire à la legislation douanière : en octobre 1689, le navire avait été saisi, mais le marin désigné pour surveiller le navire avait été jeté par dessus bord. Toujours en 1689, le navire est à Amsterdam. Fin janvier 1691, le Good Hope, dirigé par le capitaine Jeremiah Tay, arrive à Maio au Cap-Vert pour y ramasser du sel. Début février 1692, ils tombent sur un sloop de 35 hommes battant pavillon anglais. Le capitaine, James Allison, prétend être de New York et arriver de Caroline du Sud avec une lettre de marque lui permettant d'attaquer les navires français.
Un an plus tôt, Allison et Tay s'étaient rencontrés dans la baie de Campêche. Tay avait acheté une partie du bois de grume que Allison avait coupé et avait sympathysé avec lui : « pendant notre séjour là-bas, [Allison] a entretenu des rapports amicaux avec nous, mangeant, buvant et dormant fréquemment à bord de notre navire ». Tay avait gardé le Good Hope à proximité du navire d'Allison pour bénéficier de la protection supplémentaire de son armement.
Parce qu'il connaît Allison et ne soupçonne pas qu'il est un pirate, et parce que son navire battant pavillon anglais aurait été la proie des corsaires français s'il était pris seul, Tay accepte l'invitation d'Allison de venir à bord de son sloop pour boire un verre et autorise les hommes de Tay et ses officiers à monter à bord du Good Hope.
Allison affirme alors que son médecin a verrouillé l'armoire contenant le sucre avant de partir sur le Good Hope, les empêchant de faire du punch. Il envoie alors des hommes sur le navire de Tay pour aller chercher les clés. Ceux-ci prennent immédiatement possession du navire, saisissent toutes les armes et signalent à Allison de capturer Tay et ses officiers.
Allison s'installe sur le Good Hope et vide son sloop, ne laissant « qu'un peu d'eau saumâtre, un peu de farine, un peu de viande pourrie et trois ou quatre sac de froment ». Il met la plupart des hommes de Tay sur le sloop. Quelques-uns des hommes de Tay choisissent de se joindre à l'équipage Allison et auraient fait partie du complot depuis le début. Tay témoignera que les pirates l'ont menacé de le torturer pour lui faire avouer où il avait caché son argent sur le navire.
Tay et ses hommes rentrent à la Barbade et font une déposition, expliquant leur mésaventure devant le tribunal en mars 1692.
Allison quitte ensuite Maio et navigue vers Madagascar, contournant le Cap de Bonne-Espérance, pour vendre la marchandise volée à Tay, mais ne parviendra jamais à destination. Le Good Hope fait naufrage près de Saint-Augustin. Le pirate Edward Coates récupère ses hommes et en dépose 30 au comptoir pirate d'Adam Baldridge près de Madagascar. En 1694, une partie de l'équipage d'Allison est de retour à Boston, après leur arrestation à Long Island pour piraterie. Ils ont probablement voyagé avec Coates, qui avait quitté Madagascar pour New York en décembre 1692, ou avec Samuel Burgess et William May, qui avait donné son navire à Coates peu de temps avant. Ils sont jugés par la cour supérieure du Massachusetts parce qu'il n'y avait pas de tribunal maritime officiel dans la colonie à l'époque. On ne sait pas si Allison a survécu au naufrage du Good Hope.